# A pille (Lost)
2004. november 3-án került először adásba az amerikai ABC csatornán a sorozat 7. részeként. Jennifer Johnson és Paul Dini írta, és Jack Bender rendezte. Az epizód középpontjában Charlie Pace áll.

## Ismertető
|  | Alább a cselekmény részletei következnek! |

### Visszaemlékezések
„Bocsáss meg Atyám, mert vétkeztem” – mondja Charlie a papnak a templom gyóntató fülkéjében. Van is miért megbocsátást kérnie, mert amióta bátyjával egy rock-bandában, a Drive Shaft-ben zenél, a kísértés mindig megtalálja. Többek között, erkölcstelen, egyéjszakás kapcsolatokban vesz részt. Megfogadva a pap tanácsát, Charlie úgy dönt, hogy kilép a bandából.
A gyónás után, Charlie rátalál a templomban bátyjára, Liamre, aki egy lemezszerződést mutat neki. Itt a nagy esély, hogy a banda "felemelkedjen", hogy híres és elismert legyen. Így hát Charlie meggondolja magát, és továbbra is a bandában marad. Viszont megígérteti Liammel, hogy ha nagyon "eldurvul" a helyzet, végleg búcsút vesznek a Drive Shaft-től.
Első nagy koncertjükön, Charlie észreveszi, hogy Liam énekli az ő részét is a dalból, amit előadnak. Dühös rá, amiért nem hagyja énekelni, és még dühösebbé válik, amikor a koncert után meglátja, ahogy bezárkózik az öltözőbe egy lány és egy adag kábítószer kíséretében.
Egy későbbi koncertjük előtt, Charlie elzavarja az öltözőből a lányokat akik Liammel vannak. Veszekedni kezd a bátyjával, mert nem jött el a hangpróbára, majd úgy dönt, hogy otthagyja a bandát. Liam gúnyolódva azt mondja neki, nem szállhat neki, mert a Drive Shaft nélkül semmire sem fog menni. A rajongókat nem érdekli a basszusgitáros (Charlie), aki még csak nem is énekel; az igazi sztár Liam! Miután Liam kiviharzik a szobából, Charlie leül, és megtalálja az asztalon Liam heroin tartalékát. Zokogva veszi a kezébe. Ez az első alkalom, hogy Charlie drogot használ.
Évekkel később, Charlie Sydney-be utazik, hogy meglátogassa Liamet. A bátyja otthagyta a Drive Shaft-et, és új életet kezdett a családjával Ausztráliában. Charlie azt akarja, hogy Liam visszatérjen a bandába, mert kaptak egy kiváló esélyt az újrakezdéshez, de Liam nélkül senki sem kíváncsi a bandára. Liam emlékezteti Charliet, milyen züllött élete volt, amíg a Drive Shaft-ben volt, és rájön, hogy Charlie még mindig nem szokott le a heroinról. Felajánlja neki, hogy beutalja egy rehabilitációs klinikára, mire Charlie ráordít: „te tetted ezt velem”. Charlie dühösen távozik bátyja házából.

### Valós idejű történések (8. nap)
Charlie a heroin hiányától szenvedve üldögél és játszik a gitárján. Locke tanácsára sétálni indul. Vadállat hangját hallja a bozótból, ezért futásnak ered. Egy vaddisznó veszi üldözőbe. Igyekszik kitérni az útjából, de meglepődve tapasztalja, hogy a vadkan belelépett egy csapdába. Locke valójában azért küldte el Charliet sétálni, hogy csali legyen a vaddisznó elfogásához. Miután Locke megköszöni Charlienak, hogy tudtán kívül a segítségére volt, Charlie idegesen visszaköveteli a heroinját, amit Locke a gitárért cserébe vett el tőle. Locke nem adja oda neki az anyagot, de azt mondja, háromszor kérheti tőle, és harmadjára odaadja. „Most, hogy ezt tisztáztuk, ez volt az első alkalom” – tudatja Charlieval Locke.
A tengerparton, Jack végleg kiüríti a sátrát, hogy ne kelljen a barlangokból visszajárnia a holmijáért. Sawyer rögtön lecsap az üres sátorra, és letelepszik.
Sayid új antannákat készít a francia nő adásának "beháromszögeléséhez", azaz a forrásának megállapításához. Sayid helyezi el az egyiket a dzsungelben, Kate a dzsungel egy másik részére viszi a másodikat, és Boone a parton rakja le a harmadikat. Akad azonban egy probléma: az antennák lemerülőben vannak, ezért fontos, hogy mindhármat egyszerre kapcsolják be. Hogy ezt megtehessék, Sayid mindkettejüknek ad egy-egy jelzőrakétát, és ő maga is visz magával egyet. Miután mindhárom rakétát fellőtték, be tudják kapcsolni az antennákat, szinte egyidőben. Van viszont egy másik probléma is: Sayid adó-vevőjében nincs akkumulátor. Kate odamegy Sawyerhez, mert tudja, hogy a katasztrófa óta egy csomó dolgot összegyűjtött. Sawyer – egy kis könyörgést követően – odaadja egy laptop aksiját.
A barlangoknál, Charlie azzal próbálja hasznossá tenni magát, hogy Jack csomagjait cipeli, de Jack nem kér a segítségéből. Észreveszi, hogy Charlie nagyon sápadt és verejtékes. Charlie azt mondja, nagyon fáj a feje. Nem sokkal odébb, Jin dühösen arra utasítja Sunt, hogy vegyen fel egy kevésbé hivalkodó ruhát, de Sun nem engedelmeskedik neki, mert melege van. Hurley megkéri Charliet, hogy vigyel arrébb a holmijait, mert Jack azt mondta neki, útban vannak. Charlie bemegy a barlangba, ahol Jack van, és kiabál vele, amiért úgy kezeli, mint egy „taknyos kisgyereket”. Hirtelen, a falak rázkódni kezdenek, és a barlang beomlik. Charlienak sikerül kimenekülnie, de Jack odabent reked.
Hurley elküldi Charliet a parta, hogy segítséget hívjon és hogy tájékoztassa Kate-et a balesetről. Michael és Boone gondolkodás nélkül csatlakoznak Charlie-hoz. Ám mielőtt elmegy, Boone megkéri Shannont, hogy lőjje fel a rakétát a kellő időben és kapcsolja be az antennát. Charlie Kate után kiáltozik, de Kate már elindult a dzsungelbe Sayiddal. Sawyer elvállalja, hogy utána megy.
A dzsungelben, Kate és Sayid a repülőgép-szerencsétlenségről beszélgetnek. Megtárgyalják, hogy mivel a gép farokrésze leszakadt, a géptörzs pedig keresztülsúrlódott a dzsungelen, semmi esélyük nem kellett volna hogy legyen az életbenmaradásra. Sayid csodának tartja, hogy mindezek ellenére kisebb karcolásokkal megúszták az egészet, de Kate szerint ez csak a puszta szerencsének volt köszönhető. Sawyer utoléri őket, de nem beszél Jack balesetéről. Azt mondja, azért jött, hogy segítsen.
Miközben Michael vezetésével megkezdődik a barlang omladékának eltávolítása, Charlie elmegy Locke-hoz, és elmondja neki, mi történt. Locke tudja, hogy amiért Charlie valójában felkereste, az a heroin másodszorra való elkérése. Éppen ezért, Locke mutat Charlienak egy pille-gubót. A késével rábök egy repedésre a gubón, mondván, hogy a pille épp most akar kibújni. A kés segítségével segíthetne rajta, kiszélesíthetné a repedést, de akkor a pille túl gyenge maradna az életbenmaradáshoz. Mindenki önerőből kell hogy túl legyen a megpróbáltatásokon – tanítja meg Locke Charlie-nak.
A barlangoknál, sikerül kitágítani a Jacket "fogvatartó" barlang bejáratát. Valakinek be kell másznia Jackért. Charlie önként vállalkozik. Eközben a dzsungelben, miután Sayid különvált Kate-től és Sawyer-től, Sawyer véletlenül elszólja magát Jack balesetéről, amikor Kate-tel beszélget. Kate menten eldobja a kezéből a jelzőrakétát és elsiet a barlangokhoz.
Charlie bemászik a keskeny járaton keresztül a beomlott barlangba, de amint bejut Jackhez, a járat is beomlik, így ő is odabent reked. Miután helyrerántja Jack vállát, beszédbe elegyednek, és szóba kerül Charlie drog-problémája. Charlie azt hiszi, Jack egy szerencsétlen, gyáva heroinfüggőként tekint rá, de Jack bátornak nevezi őt, amiért bemászott érte. Charlie egy röpködő pillét vesz észre, és követve azt, talál egy másik kijáratot. Mindenki megdöbben, amikor Jack és Charlie megjelenik a hátuk mögött. A csapat gratulál Charlie-nak.
Pontban öt órakor, Sayid fellövi a jelzőrakétát, majd kisvártatva Shannon és Sawyer is fellövi a sajátját. Sayid bekapcsolja az adó-vevőjét, és beméri a francia nő adását. Ám még mielőtt sikerülne behatárolnia, valaki hátulról leüti őt. 
Miközben Charlie kipiheni a mentőakciója fáradalmait, Jack azt hazudja Hurley-nek, hogy Charlie megfázott, amikor az állapota felől kérdezősködik. Charlie sétálni indul, és Kate ül a helyére, Jack mellé. Kate poénkodni kezd a barlangokon, amiket Jack nagyon biztonságosnak nevezett, de Jack azt mondja, Michael ellenőrizte a többit, és azok stabilak. 
Charlie odamegy Locke-hoz, és harmadjára is kéri a heroinját. John odaadja neki, majd miután egy darabig kézben tartja, Charlie beledobja a tűzbe. Locke büszke rá, és azt mondja, mindvégig tudta, hogy képes lesz megtenni ezt. Ahogy Charlie feltekint, egy szabadon röpködő pillét lát az éji sötétben.
|  | Itt a vége a cselekmény részletezésének! |